# Bandvingad frötangara
Bandvingad frötangara (Sporophila americana) är en fågel i familjen tangaror inom ordningen tättingar.

## Utbredning och systematik
Bandvingad frötangara delas numera in i tre underarter:
- S. a. americana – förekommer i nordöstra Venezuela, Guyanaregionen, norra Brasilien och på öarna Tobago och Chacachacare
- S. a. dispar – förekommer i nordcentrala Brasilien
- S. a. murallae - förekommer i västra Amazonområdet från östra Colombia till nordöstra Peru och nordvästra Brasilien.

Underarten murallae behandlades tidigare som egen art, "caquetáfrötangara", och vissa gör det fortfarande. Sedan 2022 inkluderar dock tongivande International Ornithological Congress (IOC) den i bandvingad frötangara efter studier.

## Status
IUCN kategoriserar arten som livskraftig.